# Nemzeti Bajnokság II
Nemzeti Bajnokság II. (pe scurt NBII), pe românește Campionatul Național II, este al doilea eșalon fotbalistic din Ungaria. NB II, e cunoscută în prezent ca Merkantil Bank Liga din motive de sponsorizare. Campionatul este format din 2 serii (Vest și Est), fiecare cu câte 16 echipe. Campioana fiecărei serii promovează în Campionatul Național I, iar ultimele 7 din fiecare serie retrogradează în Nemzeti Bajnokság III. Până la sfârșitul sezonului 2004/05 campionatul conținea 14  echipe.

## Format
La sfârșitul sezonului 2004–05, formatul turneului a fost schimbat de la o divizie de 14 echipe la două divizii: „Keleti” (Est) și „Nyugati” (Vest), fiecare cu 16 echipe.<ref. >„Ungaria 2004/05”. RSSSF. 25 iulie 2005. Accesat în 9 aprilie 2008.</ref> În 2013 formatul a fost schimbat și există din nou o divizie cu 16 echipe, iar apoi 20 de echipe din 2015. Campionul și vicecampionul vor urca în prima divizie, în timp ce cele mai slabe două echipe din NB II sunt retrogradate în NB III. Pe 2 martie 2017, Federația Maghiară de Fotbal a anunțat că numărul echipelor din Nemzeti Bajnokság II nu va fi redus la 12.

## Istorie
Liga a doua a fost fondată în 1901, având 8 echipe într-o serie urbană(a Budapestei). Primele două echipe vor participa la un playoff de promovare cu ultimele 2 echipe din prima ligă.
Chiar dacă cele 4 raioane rurale au fost fondate pe hârtie în 1904, ele au început să concureze oficial abia în sezonul 1907-1908. Astfel, liga a doua avea 1 ligă urbană (Budapesta) și 4 ligi rurale.
Din sezonul 1909-1910, s-au înființat încă două districte noi (Transdanubia și Regiunea Pest), liga a doua avea 1 ligă urbană (Budapesta) și 6 ligi rurale.
Din sezonul 1911-1912, liga a doua a mai avut o serie: Districtul Central, totalul ridicându-se la 7 campionate districtuale. 
Din sezonul 1912-1913, din cauză că s-au înscris 101 echipe s-a decis împărțirea campionatelor regionale(districtuale) în câte două serii, astfel: Districtul Pesta a avut seriile Kecskemet și Soroksar, Districtul de Sud în Szeged și Arad, Districtul Transdanubia în seriile Gyor, Peci și Bratislava, districtul de Nord în Kosice și Miscolț, noul District de Est a fost recompus din seriile Oradea și Ujgorod iar fostul District de Est a fost redenumit al Transilvaniei. 
În sezonul 1913-1914, în districtul de Nord s-a mai înfiintat o serie: Loșonț, iar în districtul Pesta, seria Soroksar a fost redenumită Vac. 
În timpul primului război mondial, liga s-a jucat cu foarte puține echipe sezoanele 1914-1918 având caracter neoficial.
Campionii rurali urmau să participe la un turneu, câștigătorul ar înfrunta campioana ligii urbane pentru titlul ligii a doua. 

### Campionatul Național Rural pe sezoane.
| 1908-1909                                    |                                |                                    |
| Semifinale:                                  |                                |                                    |
| CA Bacska Subotica                           | 0: 0, rejucarea 0: 5           | Győr ETO                           |
| Košice Atletic Club                          | 7: 0                           | Academia Comercială Cluj           |
| Finala:                                      |                                |                                    |
| Club Atletic Košice                          | 3: 2                           | Győr ETO                           |
| 1909-1910                                    |                                |                                    |
| Calificări(Runda preliminară):               |                                |                                    |
| Club Atletic Arad                            | 0: 0, rejucarea 0: 5           | Academia Comercială Cluj           |
| Semifinale:                                  |                                |                                    |
| ETO Győr                                     | 2: 0 (2: 0)                    | Club Atletic Arad                  |
| Košice Atletic Club                          | 3: 1                           | Clubul de Gimnastică Erzsébetfalva |
| Finala:                                      |                                |                                    |
| Győr ETO                                     | 3: 2                           | Club Atletic Košice                |
| 1910-1911                                    |                                |                                    |
| Calificări(Runda preliminară):               |                                |                                    |
| Departamentul de Gimnastică Înțelegerea Gyor | -                              | Club Atletic Kecskemét             |
| Club Atletic Peci                            | -                              | Club Atletic Arad                  |
| Košice Atletic Club                          | -                              | Clubul de Gimnastică Cluj(KTC)     |
| Semifinale:                                  |                                |                                    |
| Club Atletic Peci                            | -                              | ETO / KTC                          |
| Finala:                                      |                                |                                    |
| Košice Atletic Club                          | 2: 0 (1: 0)                    | Club Atletic Peci                  |
| 1911-1912                                    |                                |                                    |
| Calificări(Runda preliminară):               |                                |                                    |
| Academia Comercială Cluj                     | 4: 2 (2: 1)                    | CA Bacska Subotica                 |
| Tatabánya Sport Club                         | 5: 2 (2: 2)                    | Club Atletic Peci                  |
| Asociația Sportivă Monori                    | 2: 2 (2: 0)                    | AS Debrețin                        |
| Semifinale:                                  |                                |                                    |
| Academia Comercială Cluj                     | 4: 2 (2: 1)                    | Košice Atletic Club                |
| Tatabánya Sport Club                         | 4: 1                           | Asociația Sportivă Monori          |
| Finala:                                      |                                |                                    |
| Tatabánya Sport Club                         | 9: 1 (4: 0)                    | Academia Comercială Cluj           |
| 1912-1913                                    |                                |                                    |
| Calificări(Runda preliminară):               |                                |                                    |
| CA Bacska Subotica                           | 2: 2, neprezentare la rejucare | Academia Comercială Cluj           |
| Győr ETO                                     | 4: 2                           | Asociația Sportivă Vac             |
| Semifinale:                                  |                                |                                    |
| Košice Atletic Club                          | 3: 0                           | CA Oradea                          |
| Győr ETO                                     | 2: 1                           | CA Bacska Subotica                 |
| Finala:                                      |                                |                                    |
| Győr ETO                                     | 2: 1                           | Košice Atletic Club                |

## Lista campionilor ligii a doua
| Liga a doua urbană(a Budapestei)                                                                 | Liga a doua urbană(a Budapestei) | Liga a doua urbană(a Budapestei) | Liga a doua urbană(a Budapestei) | Liga a doua urbană(a Budapestei) | Campionatul național rural(provincial)                                                                                            | Campionatul național rural(provincial)                                                                                            | Campionatul național rural(provincial)                                                                                            | Campionatul național rural(provincial)                                                                                            | Campionatul național rural(provincial)                                                                                            |
| ------------------------------------------------------------------------------------------------ | -------------------------------- | -------------------------------- | -------------------------------- | -------------------------------- | --- | --- | --- | --- | --- |
| Nr. Ed.                                                                                          | Sezon                            | Campioni                         | Vicecampioni                     | Locul al treilea                 | Districtul de Sud/Sud Seria Arad                                                                                                  | Districtul de Est/Transilvaniei                                                                                                   | Districtul Central/de Est Seria Oradea                                                                                            | Districtul Central/de Est Seria Ujgorod                                                                                           | |
| 1.                                                                                               | 1901                             | 33 FC(1)                         | Racos Sanmihai                   | Újpest                           | Nu s-a disputat. | Nu s-a disputat. | Nu s-a disputat. | Nu s-a disputat. | Nu s-a disputat. |
| 2.                                                                                               | 1902                             | Poștașii Budapesta(1)            | MTK Budapesta                    | AS Năzuința                      | Din sezonul 1911-12 s-a înființat și districtul Central.                                                                          | Din sezonul 1911-12 s-a înființat și districtul Central.                                                                          | Din sezonul 1911-12 s-a înființat și districtul Central.                                                                          | Din sezonul 1911-12 s-a înființat și districtul Central.                                                                          | Din sezonul 1911-12 s-a înființat și districtul Central.                                                                          |
| 3.                                                                                               | 1903                             | CS Capitala(1)                   | Újpest                           | CS Budapesta                     | Din sezonul 1912-13 Districtul de Est e redenumit Districtul Transilvaniei, iar Districtul Central e redenumit Districtul de Est. | Din sezonul 1912-13 Districtul de Est e redenumit Districtul Transilvaniei, iar Districtul Central e redenumit Districtul de Est. | Din sezonul 1912-13 Districtul de Est e redenumit Districtul Transilvaniei, iar Districtul Central e redenumit Districtul de Est. | Din sezonul 1912-13 Districtul de Est e redenumit Districtul Transilvaniei, iar Districtul Central e redenumit Districtul de Est. | Din sezonul 1912-13 Districtul de Est e redenumit Districtul Transilvaniei, iar Districtul Central e redenumit Districtul de Est. |
| 4.                                                                                               | 1904                             | Újpest(1)                        | Sector III. Budapesta            | CA Budapesta                     | | | | | |
| 5.                                                                                               | 1905                             | CA Budapesta(1)                  | Typographia                      | AS Oficialii                     | | | | | |
| 6.                                                                                               | 1906                             | AS Oficialii(1)                  | AS Năzuința                      | Magyar ÚE                        | | | | | |
| 7.                                                                                               | 1906-07                          | AS Năzuința(1)                   | CA Rákospalota-Újpest            | AS Oficialii                     | | | | | |
| 8.                                                                                               | 1907-08                          | 33 FC(2)                         | CS Național                      | CA Rákospalota-Újpest            | Kaposvári AC(1) | Academia Comercială Cluj - KASK(1)                                                                                                | = | = | |
| 9.                                                                                               | 1908-09                          | CS Național(1)                   | 33 FC                            | Poștașii Budapesta               | CA Bacika Subotica(1) | Academia Comercială Cluj - KASK(2)                                                                                                | = | = | |
| 10.                                                                                              | 1909-10                          | 33 FC(3)                         | CA Rákospalota-Újpest            | Poștașii Budapesta               | Club Atletic Arad(1) | Academia Comercială Cluj - KASK(3)                                                                                                | = | = | |
| 11.                                                                                              | 1910-11                          | Sector III. Budapesta(1)         | CA Rákospalota-Újpest            | Angajații Comerciali AS          | Club Atletic Arad(2) | Clubul Gimnastic Cluj - KTC(CFR Cluj)(1)                                                                                          | = | = | |
| 12.                                                                                              | 1911-12                          | Újpesti TE(2)                    | CA Rákospalota-Újpest            | CS Capitala                      | CA Bacika Subotica(2) | Academia Comercială Cluj - KASK(4)                                                                                                | AS Debrețin | = | |
| 13.                                                                                              | 1912-13                          | Sector III. Budapesta(2)         | Erzsébetfalvi TC                 | Angajații Comerciali AS          | CA Timișoara(1) | Clubul Gimnastic Cluj - KTC(CFR Cluj)(2)                                                                                          | CA Oradea(1) | CA Ujgorod/Ungvár AC(1) | |
| 14.                                                                                              | 1913-14                          | Műegyetemi AFC(1)                | CA Terezvaroș                    | CS Capitala                      | Chinezul Timișoara(1) | Club Atletic Cluj(1) | CA Oradea(2) | CA Ujgorod/Ungvár AC(2) | |
| 1914–18 S-au organizat 4 competiții dar cu caracter neoficial din cauza Primului Război Mondial. |                                  |                                  |                                  |                                  | | | | | |
| 15.                                                                                              | 1918-19                          | AS Fraternitatea(1)              | CS Național                      | AS Imprimante                    | AMEF Arad | Club Atletic Cluj(2) | = | = | |

| Ediția | Sezon   | Dunăre               | Tisa                 | Cluj      | Secuiască de Sud        | Secuiască de Nord |
| 36.    | 1940-41 | AS Feroviar Seghedin | FC Lampart Budapesta | CA Oradea | Textila Sfântu Gheorghe | AS Târgu Mureș    |

| Ediția | Sezon   | Rákóczi               | Zrínyi               | Mátyás/Matia        |
| 37.    | 1941-42 | CS Feroviar Budapesta | Szombathelyi Haladás | Stăruința Budapesta |

| Ediția | Sezon   | Rákóczi(nord)         | Zrínyi(sud)          | Mátyás/Matia(est)    | Széchenyi(vest) | Wesselényi(centru) |
| 38.    | 1942-43 | CS Feroviar Budapesta | AS Feroviar Seghedin | CS Feroviar Debrețin | ETO Gyor        | CS Elore Budapesta |

| Ediția | Sezon   | Nord        | Sud         | Est                            | Vest               |
| 39.    | 1943-44 | CA Uzhhorod | CA Seghedin | CA Sfântul Laurențiu Budapesta | Budapesti MÁVAG SK |

| Ediția | Sezon întrerupt | Tisa de Sus  | Subcarpatică       | Cluj     | Criș      | Secuiască          |
| 40.    | 1944–1945       | FC Baia Mare | AS Levente Muncaci | CFM Cluj | CA Ciabai | AS Sfântu Gheorghe |

| #                  | An      | Campioni        | Vice-campioni  | Locul 3         |
| ------------------ | ------- | --------------- | -------------- | --------------- |
| 1 serie, 14 echipe |         |                 |                |                 |
| 54.                | 2004–05 | Tatabánya       | Rákospalota    | Vác             |
| 2 serii, 16 echipe |         |                 |                |                 |
| 55.                | 2005–06 | Vác             | Szolnok        | Jászapáti       |
| 55.                | 2005–06 | Paks            | Felcsút        | Gyirmót         |
| 56.                | 2006–07 | Nyíregyháza     | Ferencváros    | Orosháza        |
| 56.                | 2006–07 | Siófok          | Szombathely    | Felcsút         |
| 57.                | 2007–08 | Kecskemét       | Szolnok        | Ferencváros     |
| 57.                | 2007–08 | Szombathely     | Felcsút        | Gyirmót         |
| 58.                | 2008–09 | Ferencváros     | Debrecen II    | Makó            |
| 58.                | 2008–09 | Gyirmót         | Pápa           | Pécs            |
| 59.                | 2009–10 | Szolnok         | DEAC           | Makó            |
| 59.                | 2009–10 | Siófok          | Pápa           | Pécs            |
| 60.                | 2010–11 | Diósgyőr        | Mezőkövesd     | Nyíregyháza     |
| 60.                | 2010–11 | Pécs            | Gyirmót        | Puskás Akadémia |
| 61.                | 2011–12 | Eger            | Szolnok        | Békéscsaba      |
| 61.                | 2011–12 | MTK             | Kozármisleny   | Gyirmót         |
| 62.                | 2012–13 | Mezőkövesd      | Vasas Budapest | Békéscsaba      |
| 62.                | 2012–13 | Puskás Akadémia | Kozármisleny   | Gyirmót         |
| 1 serie, 16 echipe |         |                 |                |                 |
| 63.                | 2013–14 | Nyíregyháza     | Dunaújváros    | Gyirmót         |
| 64.                | 2014–15 | Vasas           | Békéscsaba     | Gyirmót         |
| 65.                | 2015–16 | Gyirmót         | Mezőkövesd     | Zalaegerszeg    |
| 1 serie, 20 echipe |         |                 |                |                 |
| 66.                | 2016–17 | Puskás Akadémia | Balmazújváros  | Kisvárda        |
| 67.                | 2017–18 | MTK             | Kisvárda       | Békéscsaba      |
| 68.                | 2018–19 | Zalaegerszeg    | Kaposvár       | Gyirmót         |
| 69.                | 2019–20 | MTK             | Budafok        | Vasas           |
| 70.                | 2020–21 | Debrecen        | Gyirmót        | Vasas           |
| 71.                | 2021–22 | Vasas           | Kecskemét      | Diósgyőr        |
| 72.                | 2022–23 | Diósgyőr        | MTK            | Ajka            |
| 1 serie, 18 echipe |         |                 |                |                 |
| 73.                | 2023–24 | -               | -              | -               |

## Clasamentul all-time al campioanelor regionale
| Loc | Club                             | Titluri | Ani                                |
| --- | -------------------------------- | ------- | ---------------------------------- |
| 1   | Academia Comercială Cluj         | (4)     | 1907-08, 1908-09, 1909-10, 1911-12 |
| 2   | CA Oradea                        | (3)     | 1912-13, 1913-14, 1940-41          |
| 3   | Clubul Gimnastic Cluj (CFR Cluj) | (3)     | 1910-11, 1912-13, 1944–45*         |
| 4   | Club Atletic Arad                | (2)     | 1909-10, 1910-11                   |
| 5   | Club Atletic Cluj                | (2)     | 1913-14, 1918-19                   |
| 6   | Textila Sfântu Gheorghe          | (2)     | 1940-41, 1944–45*                  |
| 7   | CA Timișoara                     | (1)     | 1912-13                            |
| 8   | Chinezul Timișoara               | (1)     | 1913-14                            |
| 9   | ASM Arad                         | (1)     | 1918-19                            |
| 10  | AS Târgu Mureș                   | (1)     | 1940-41                            |
| 11  | FC Baia Mare                     | (1)     | 1944–45*                           |

* Campionat întrerupt.

## Campioane regionale pe orașe
| Oraș            | Titluri | Cluburi câștigătoare                        |
| --------------- | ------- | ------------------------------------------- |
| Cluj-Napoca     | 8       | Academia Comercială (4), CG/CFR (2), CA (2) |
| Oradea          | 3       | CAO (3)                                     |
| Arad            | 3       | CAA (2), AMEF (1)                           |
| Timișoara       | 2       | CAT (1), Chinezul (1)                       |
| Târgu Mureș     | 1       | AS (1)                                      |
| Sfântu Gheorghe | 1       | Textila (1)                                 |
| Baia Mare       | 1       | FC Baia Mare                                |

## Seria de Est

### Echipe
| Club                     | Stadion                        | Capacitate |
| ------------------------ | ------------------------------ | ---------- |
| Balmazújvárosi FC        | Batthyány utcai Sportpálya     | 2.300      |
| Békéscsaba 1912 Előre SE | Stadionul Kórház utcai         | 10.432     |
| Honvéd II                | Stadionul Bozsik (Antrenament) | 700        |
| Ceglédi VSE              | Malomtó széli Stadion          | 4.000      |
| Debreceni VSC II         | Stadionul DEAC                 | 3.200      |
| Ferencvárosi II          | Stadionul Albert Flórián       | 15.804     |
| Kazincbarcikai SC        | StadionulPete András           | 3.000      |
| Mezőkövesd-Zsóry SE      | Stadionul Mezőkövesdi Városi   | 2.571      |
| Nyíregyháza Spartacus    | Stadionul Városi               | 10.300     |
| Orosháza FC              | Stadionul Mátrai               | 3.000      |
| Putnok VSE               | Stadionul Állomás Street       | 3.000      |
| Szeged 2011              | Stadionul Szegedi VSE          | 5.000      |
| Szolnoki MÁV FC          | Stadionul Tiszaligeti          | 4.000      |
| Újpest II                | Stadionul Szusza Ferenc        | 13.501     |
| Vasas SC                 | Stadionul Rudolf Illovszky     | 18.000     |
| Dunakanyar-Vác FC        | Stadionul Városi               | 9.000      |

### Clasament
| Poz | Echipa                    | MJ | V  | E  | Î  | GM | GP | G   | Pct  | Promovare sau retrogradare                    |
| --- | ------------------------- | -- | -- | -- | -- | -- | -- | --- | ---- | --------------------------------------------- |
| 1   | Mezőkövesd-Zsóry SE (P)   | 30 | 18 | 4  | 8  | 60 | 36 | +24 | 58   | Promovare în 2013–14 Nemzeti Bajnokság I      |
| 2   | Vasas SC                  | 30 | 17 | 4  | 9  | 49 | 34 | +15 | 55   |                                               |
| 3   | Békéscsaba 1912 Előre SE  | 30 | 15 | 10 | 5  | 58 | 38 | +20 | 55   |                                               |
| 4   | Balmazújvárosi FC         | 30 | 14 | 8  | 8  | 50 | 37 | +13 | 50   |                                               |
| 5   | Nyíregyháza Spartacus FC  | 30 | 15 | 4  | 11 | 44 | 33 | +11 | 49   |                                               |
| 6   | Szolnoki MÁV FC           | 30 | 14 | 6  | 10 | 54 | 41 | +13 | 48   |                                               |
| 7   | Szeged 2011               | 30 | 11 | 9  | 10 | 43 | 41 | +2  | 42   |                                               |
| 8   | Ferencvárosi II (R)       | 30 | 12 | 5  | 13 | 49 | 49 | 0   | 41   | Retrogradare în 2013–14 Nemzeti Bajnokság III |
| 9   | Ceglédi VSE               | 30 | 11 | 9  | 10 | 50 | 47 | +3  | 0401 |                                               |
| 10  | Orosháza FC (R)           | 30 | 12 | 3  | 15 | 51 | 57 | −6  | 39   | Retrogradare în 2013–14 Nemzeti Bajnokság III |
| 11  | Újpest II (R)             | 30 | 11 | 5  | 14 | 43 | 49 | −6  | 38   | Retrogradare în 2013–14 Nemzeti Bajnokság III |
| 12  | Budapest Honvéd FC II (R) | 30 | 11 | 5  | 14 | 48 | 56 | −8  | 38   | Retrogradare în 2013–14 Nemzeti Bajnokság III |
| 13  | Putnok VSE (R)            | 30 | 9  | 8  | 13 | 43 | 51 | −8  | 35   | Retrogradare în 2013–14 Nemzeti Bajnokság III |
| 14  | Debreceni VSC II (R)      | 30 | 8  | 6  | 16 | 49 | 58 | −9  | 30   | Retrogradare în 2013–14 Nemzeti Bajnokság III |
| 15  | Kazincbarcikai SC (R)     | 30 | 8  | 6  | 16 | 40 | 63 | −23 | 30   | Retrogradare în 2013–14 Nemzeti Bajnokság III |
| 16  | Vác FC (R)                | 30 | 6  | 4  | 20 | 22 | 63 | −41 | 22   | Retrogradare în 2013–14 Nemzeti Bajnokság III |

Ultima actualizare: 11 iulie 2013
Sursa: soccerway.com
Reguli de clasare: 
1. puncte; 2. golaveraj; 3. goluuri marcate.
1Ceglédi VSE a fost depunctată cu 2 puncte.
POZ = Poziția în clasament; (C) = Campioană; (R) = Retrogradată; (P) = Promovată; (E) = Eliminată; (O) = Câștigătoare de play-off; (A) = Avansează în runda următoare. 
Aplicabil doar când sezonul nu este terminat: 
(Q) = Calificare în faza competiției indicată; (TQ) = Calificare în competiție, dar încă nu în faza indicată; (RQ) = Calificată în competiția de retrogradare indicată; (DQ) = Descalificată din competiție.

## Seria de Vest

### Echipe
| Club                    | Stadion                      | Capacitate |
| ----------------------- | ---------------------------- | ---------- |
| FC Ajka                 | Stadionul Város              | 5.000      |
| Bajai LSE               | Stadionuș Város              | 700        |
| BKV Előre SC            | Stadionul Soprt Street       | 2.500      |
| Csákvári TK             | Stadionul Tersztyánszky Ödön | 2.500      |
| Gyirmót SE              | Stadium Ménfő Street         | 2.700      |
| Győri ETO II            | ETO Park (Antrenament)       | 1.000      |
| Kaposvári II            | Stadionul Cseri Street       | 2.000      |
| Kozármisleny SE         | Stadionul Alkotmány Square   | 1.500      |
| Paksi SE II             | Stadionul Atomerőmű          | 3.500      |
| Ferenc Puskás FC        | Felcsúti Sportkomplexum      | 3.000      |
| Soproni VSE             | Stadionul Káposztás Street   | 5.800      |
| Szigetszentmiklósi TK   | Stadium Sport Street         | 1.200      |
| Szombathelyi Haladás II | Stadionul Rahonci Street     | 9.500      |
| FC Tatabánya            | Stadionul Városi             | 5.021      |
| Veszprém FC             | Stadionul Városi             | 4.000      |
| Zalaegerszegi TE        | ZTE Arena                    | 9.300      |

### Clasament
| Poz | Echipa                      | MJ | V  | E | Î  | GM | GP | G   | Pct | Promovare sau retrogradare                    |
| --- | --------------------------- | -- | -- | - | -- | -- | -- | --- | --- | --------------------------------------------- |
| 1   | Puskás FC (P)               | 30 | 21 | 7 | 2  | 57 | 18 | +39 | 70  | Promovare în 2013–14 Nemzeti Bajnokság I      |
| 2   | Kozármisleny SE             | 30 | 18 | 6 | 6  | 55 | 28 | +27 | 60  |                                               |
| 3   | Gyirmót SE                  | 30 | 17 | 5 | 8  | 57 | 39 | +18 | 56  |                                               |
| 4   | Zalaegerszegi TE            | 30 | 15 | 6 | 9  | 50 | 35 | +15 | 51  |                                               |
| 5   | FC Ajka                     | 30 | 14 | 9 | 7  | 36 | 27 | +9  | 51  |                                               |
| 6   | FC Tatabánya                | 30 | 14 | 8 | 8  | 46 | 32 | +14 | 50  |                                               |
| 7   | Szigetszentmiklósi TK       | 30 | 14 | 4 | 12 | 50 | 43 | +7  | 46  |                                               |
| 8   | Soproni VSE                 | 30 | 13 | 7 | 10 | 45 | 39 | +6  | 46  |                                               |
| 9   | Csákvári TK (R)             | 30 | 13 | 5 | 12 | 41 | 40 | +1  | 44  | Retrogradare în 2013–14 Nemzeti Bajnokság III |
| 10  | Szombathelyi Haladás II (R) | 30 | 11 | 9 | 10 | 41 | 43 | −2  | 42  | Retrogradare în 2013–14 Nemzeti Bajnokság III |
| 11  | Veszprém FC (R)             | 30 | 9  | 9 | 12 | 51 | 51 | 0   | 36  | Retrogradare în 2013–14 Nemzeti Bajnokság III |
| 12  | BKV Előre SC (R)            | 30 | 9  | 6 | 15 | 36 | 54 | −18 | 33  | Retrogradare în 2013–14 Nemzeti Bajnokság III |
| 13  | Kaposvári Rákóczi FC II (R) | 30 | 6  | 8 | 16 | 29 | 50 | −21 | 26  | Retrogradare în 2013–14 Nemzeti Bajnokság III |
| 14  | Győri ETO II (R)            | 30 | 6  | 7 | 17 | 40 | 51 | −11 | 25  | Retrogradare în 2013–14 Nemzeti Bajnokság III |
| 15  | Bajai LSE (R)               | 30 | 5  | 2 | 23 | 29 | 75 | −46 | 17  | Retrogradare în 2013–14 Nemzeti Bajnokság III |
| 16  | Paksi SE II (R)             | 30 | 4  | 4 | 22 | 21 | 59 | −38 | 16  | Retrogradare în 2013–14 Nemzeti Bajnokság III |

Ultima actualizare: 11 iulie 2013
Sursa: soccerway.com
Reguli de clasare: 
1. puncte; 2. golaveraj; 3th goluri marcate.
POZ = Poziția în clasament; (C) = Campioană; (R) = Retrogradată; (P) = Promovată; (E) = Eliminată; (O) = Câștigătoare de play-off; (A) = Avansează în runda următoare. 
Aplicabil doar când sezonul nu este terminat: 
(Q) = Calificare în faza competiției indicată; (TQ) = Calificare în competiție, dar încă nu în faza indicată; (RQ) = Calificată în competiția de retrogradare indicată; (DQ) = Descalificată din competiție.

## Vezi și
- Prima ligă maghiară
- Liga a II-a din România
- Liga a 3-a maghiară
- Liga a 4-a maghiară